# Anselm Schubiger

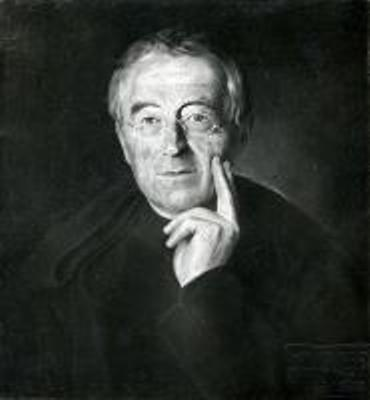
Anselm Schubiger

Anselm Schubiger, Geburtsname Josef Alois, (* 5. März 1815 in Uznach; † 14. März 1888 in Einsiedeln) war ein Schweizer Benediktiner, Lehrer, Chordirigent und Komponist.

## Leben und Wirken
Josef Alois Schubiger war der Sohn von Johann Balthasar Schubiger, Bauer und Richter, und Maria Cäcilia, geb. Strotz. Er besuchte von 1829 bis 1834 die Abteischule des Klosters Einsiedeln, trat in den Orden ein – Ordensname Anselm – und wurde 1839 zum Priester geweiht. 1839 war er Lehrer an der Abteischule und von 1842 bis 1859 auch Chordirigent und hatte die erste Kapellmeisterstelle an der Klosterkirche inne.
Von 1859 bis 1863 war er Seelsorger am Frauenkloster Glattburg bei Oberbüren und von 1863 bis 1873 Klostergeschichtsmeister am Noviziat von Einsiedeln. Ab 1859 widmete er sich hauptsächlich der Komposition und der Musikgeschichte. Sein musikalisches Werk umfasst über 130 Partituren. Sein Werk Die Sängerschule St. Gallens vom 8. bis 12. Jahrhundert (1858, Neuauflage 1966) brachte ihm internationalen Ruf. Er bezog im Disput um die korrekte Singweise des gregorianischen Chorals Position gegen die von Franz Xaver Haberl und dem Allgemeinen Cäcilien-Verband für Deutschland herausgegebenen Ausgaben, stellte sich auf die Seite der Erforscher der mittelalterlichen Choralhandschriften und unterstützte den von Michael Hermesdorff gegründeten Verein zur Erforschung alter Choralhandschriften.

## Kompositionen
- Einsiedler-Pilgerlied, für zwei Singstimmen, Meinrad Ochsner Verlag Luzern 1993
- Marienblume, Rev. u. neu hrsg. von Josef Dobler für gemischten Chor, Einsiedeln 1993